# 福祉
民生或福祉或康乐是指人最终所追求的善，包括一切被认为对其有价值的事物。福祉是衡量人生活状况的指标，既包括积极的方面，也包括消极的方面。